# Abdurajak Abubakar Janjalani
Abdurajak Abubakar Janjalani (8 novembre 1963 - 18 décembre 1998), est un  islamiste philippin, fondateur du groupe armé Abu Sayyaf.

## Biographie
Il naît sur l'île de Basilan, aux Philippines, le 8 novembre 1963, d'une mère chrétienne et d'un père musulman.
Au début des années 1980, il est envoyé étudier le droit islamique en Libye, en Syrie et en Arabie saoudite. Étudiant en théologie, il adhère aux idées de l'islam fondamentaliste et apprend l'arabe. 
À la fin des années 1980, il rejoint l'Afghanistan pour lutter contre les Soviétiques. Au cours de son séjour, il aurait rencontré Oussama Ben Laden. Celui-ci le convainc de fonder un groupe fondamentaliste au Sud des Philippines. Janjalani reçoit 6 millions de dollars pour mener à bien ce projet.
De retour aux Philippines en 1990, il projette la création d'Abu Sayyaf et réussit à convaincre plusieurs membres du Front Moro de Libération nationale (MNLF), un groupe armé musulman pour la création d'un État musulman séparatiste à Mindanao, de se joindre à lui[réf. nécessaire]. Depuis 1986, le MNLF négocie avec le gouvernement philippin, mais certains parmi ses membres s'y opposent. 
En 1991, Abdurajak Abubakar Janjalani fonde le groupe Abu Sayyaf, également connu sous le nom de Al-Harakat al-Islamiyya, aux visées beaucoup plus extrémistes que le MNLF. Plusieurs parmi ses membres sont d'anciens activistes du MNLF[réf. nécessaire], ayant combattu en Afghanistan. Les opérations du groupe débutent la même année en dynamitant un bateau à Zamboanga, tuant plusieurs missionnaires chrétiens qui se trouvaient à bord. 
En 1995, un assaut lancé contre la localité chrétienne d'Ipil sur Mindanao cause la mort d'une cinquantaine de personnes.

## Décès
Le 18 décembre 1998, âgé de 35 ans, Abdurajak Abubakar Janjalani est abattu par la police sur l'île de Basilan. À sa mort, il était l'homme le plus recherché aux Philippines. Une récompense de 1,5 million de  pesos soit 39 500 dollars était offerte pour sa mort ou sa capture. 
Son jeune frère, Khadaffy Abubakar Janjalani, lui succède à la tête du mouvement.